# 無事之名馬
無事之名馬（ぶじこれめいば、無事是名馬とも）とは、競走馬を指して「能力が多少劣っていても、怪我なく無事に走り続ける馬は名馬である」とする考え方を表した格言である。
馬主でもあった作家・菊池寛による造語として有名だが、実際は時事新報の岡田光一郎によるものである。岡田はまた菊池の『日本競馬読本』の代筆も行っている。菊池が競馬関係者から書を求められた際に、『臨済録』にある「無事是貴人（）」に想を得て色紙に揮毫していたのが言葉の始まりとされた。「無事是貴人」とは、本来「自然体の内に悟りを啓く者が貴人」という意味の禅語で、茶道において一年の無病息災を寿ぐ言葉として転用された。
菊池は日本競馬会の雑誌『優駿』に寄せた随筆で、馬主としての経験から「樂しみを覺える割合ひに較べれば、心配や憂鬱を味はふ時の方が多い。馬を持つてゐることの樂しみが二、三割だとすれば、心配や憂鬱の率は、まづ七、八割にも及ぶであらう。それも、大部分は馬の故障から来るのだ」と語り、「馬主にとつては、少しぐらゐ素質の秀でてゐるといふことよりも、常に無事であつてくれることが望ましい。『無事之名馬』の所以である」としている。この考えは馬主のみならず多くの競馬関係者の共感を呼び、以後「無事之名馬」は頑健に走る馬を賞賛する言葉として使用されている。